# Ioan-Călin Revenco
Ioan-Călin Revenco (Chișinău, 26 giugno 2000) è un calciatore moldavo, difensore del Puszcza Niepołomice e della nazionale moldava.

## Carriera

### Club
Ha giocato nella prima divisione lettone, in quella moldava ed in quella polacca.

### Nazionale
Ha giocato nelle nazionali giovanili moldave Under-17, Under-19 ed Under-21.
Il 12 novembre 2021 debutta con la nazionale maggiore moldava in occasione dell'incontro valido per le qualificazioni al campionato mondiale di calcio 2022 perso 2-0 contro la Scozia. Il 22 settembre 2022 segna la sua prima rete con la nazionale in occasione della gara con la Lettonia valida per il primo turno della UEFA Nations League.

## Statistiche
Statistiche aggiornate al 12 novembre 2021.

### Presenze e reti nei club
| Stagione        | Squadra           | Campionato      | Campionato | Campionato | Coppe nazionali | Coppe nazionali | Coppe nazionali | Coppe continentali | Coppe continentali | Coppe continentali | Altre coppe | Altre coppe | Altre coppe | Totale | Totale | Totale |
| Stagione        | Squadra           | Comp            | Pres       | Reti       | Comp            | Pres            | Reti            | Comp               | Pres               | Reti               | Comp        | Pres        | Reti        | Pres   | Reti   |        |
| --------------- | ----------------- | --------------- | ---------- | ---------- | --------------- | --------------- | --------------- | ------------------ | ------------------ | ------------------ | ----------- | ----------- | ----------- | ------ | ------ | ------ |
| 2018            | Spartaks Jūrmala  | VL              | 0          | 0          | CL+CdL          | 0               | 0               | UEL                | 1                  | 0                  |             | -           | -           | 1      | 0      |        |
| 2020-2021       | Petrocub Hîncești | DN              | 32         | 3          | CM              | 0               | 0               |                    | -                  | -                  |             | -           | -           | 32     | 3      |        |
| 2021-2022       | Petrocub Hîncești | DN              | 16         | 0          | CM              | 0               | 0               | UEL                | 4                  | 0                  |             | -           | -           | 20     | 0      |        |
| Totale carriera | Totale carriera   | Totale carriera | 48         | 3          |                 | 0               | 0               |                    | 5                  | 0                  |             | -           | -           | 53     | 3      |        |

### Cronologia presenze e reti in nazionale
| Cronologia completa delle presenze e delle reti in nazionale ― Moldavia | Cronologia completa delle presenze e delle reti in nazionale ― Moldavia | Cronologia completa delle presenze e delle reti in nazionale ― Moldavia | Cronologia completa delle presenze e delle reti in nazionale ― Moldavia | Cronologia completa delle presenze e delle reti in nazionale ― Moldavia | Cronologia completa delle presenze e delle reti in nazionale ― Moldavia | Cronologia completa delle presenze e delle reti in nazionale ― Moldavia | Cronologia completa delle presenze e delle reti in nazionale ― Moldavia |
| Data                                                                    | Città                                                                   | In casa                                                                 | Risultato                                                               | Ospiti                                                                  | Competizione                                                            | Reti                                                                    | Note                                                                    |
| ----------------------------------------------------------------------- | ----------------------------------------------------------------------- | ----------------------------------------------------------------------- | ----------------------------------------------------------------------- | ----------------------------------------------------------------------- | ----------------------------------------------------------------------- | ----------------------------------------------------------------------- | ----------------------------------------------------------------------- |
| 12-11-2021                                                              | Chișinău                                                                | Moldavia                                                                | 0 – 2                                                                   | Scozia                                                                  | Qual. Mondiali 2022                                                     | -                                                                       | 88’                                                                     |
| 15-11-2021                                                              | Klagenfurt am Wörthersee                                                | Austria                                                                 | 4 – 1                                                                   | Moldavia                                                                | Qual. Mondiali 2022                                                     | -                                                                       |                                                                         |
| 18-1-2022                                                               | Kadriye                                                                 | Moldavia                                                                | 2 – 3                                                                   | Uganda                                                                  | Amichevole                                                              | -                                                                       | 46’                                                                     |
| 21-1-2022                                                               | Boztepe                                                                 | Moldavia                                                                | 0 – 4                                                                   | Corea del Sud                                                           | Amichevole                                                              | -                                                                       |                                                                         |
| 24-3-2022                                                               | Chișinău                                                                | Moldavia                                                                | 1 – 2                                                                   | Kazakistan                                                              | UEFA Nations League 2020-2021 - Play-out                                | -                                                                       |                                                                         |
| 29-3-2022                                                               | Astana                                                                  | Kazakistan                                                              | 0 – 1 dts (5 – 4 dtr)                                                   | Moldavia                                                                | UEFA Nations League 2020-2021 - Play-out                                | -                                                                       |                                                                         |
| 3-6-2022                                                                | Vaduz                                                                   | Liechtenstein                                                           | 0 – 2                                                                   | Moldavia                                                                | UEFA Nations League 2022-2023 - 1º turno                                | -                                                                       | 55’                                                                     |
| 6-6-2022                                                                | Andorra la Vella                                                        | Andorra                                                                 | 0 – 0                                                                   | Moldavia                                                                | UEFA Nations League 2022-2023 - 1º turno                                | -                                                                       |                                                                         |
| 10-6-2022                                                               | Chișinău                                                                | Moldavia                                                                | 2 – 4                                                                   | Lettonia                                                                | UEFA Nations League 2022-2023 - 1º turno                                | -                                                                       |                                                                         |
| 14-6-2022                                                               | Chișinău                                                                | Moldavia                                                                | 2 – 1                                                                   | Andorra                                                                 | UEFA Nations League 2022-2023 - 1º turno                                | -                                                                       | 53’                                                                     |
| 22-9-2022                                                               | Riga                                                                    | Lettonia                                                                | 1 – 2                                                                   | Moldavia                                                                | UEFA Nations League 2022-2023 - 1º turno                                | 1                                                                       | 90+2’                                                                   |
| 16-11-2022                                                              | Chișinău                                                                | Moldavia                                                                | 1 – 2                                                                   | Azerbaigian                                                             | Amichevole                                                              | -                                                                       |                                                                         |
| 20-11-2022                                                              | Chișinău                                                                | Moldavia                                                                | 0 – 5                                                                   | Romania                                                                 | Amichevole                                                              | -                                                                       | 46’                                                                     |
| 24-3-2023                                                               | Chișinău                                                                | Moldavia                                                                | 1 – 1                                                                   | Fær Øer                                                                 | Qual. Euro 2024                                                         | -                                                                       |                                                                         |
| 27-3-2023                                                               | Chișinău                                                                | Moldavia                                                                | 0 – 0                                                                   | Rep. Ceca                                                               | Qual. Euro 2024                                                         | -                                                                       | 83’                                                                     |
| 17-6-2023                                                               | Tirana                                                                  | Albania                                                                 | 2 – 0                                                                   | Moldavia                                                                | Qual. Euro 2024                                                         | -                                                                       | 73’                                                                     |
| 20-6-2023                                                               | Chișinău                                                                | Moldavia                                                                | 3 – 2                                                                   | Polonia                                                                 | Qual. Euro 2024                                                         | -                                                                       |                                                                         |
| 7-9-2023                                                                | Linz                                                                    | Austria                                                                 | 1 – 1                                                                   | Moldavia                                                                | Amichevole                                                              | -                                                                       | 38’ 77’                                                                 |
| 10-9-2023                                                               | Tórshavn                                                                | Fær Øer                                                                 | 0 – 1                                                                   | Moldavia                                                                | Qual. Euro 2024                                                         | -                                                                       |                                                                         |
| 12-10-2023                                                              | Solna                                                                   | Svezia                                                                  | 3 – 1                                                                   | Moldavia                                                                | Amichevole                                                              | -                                                                       | 73’ 81’                                                                 |
| 15-10-2023                                                              | Varsavia                                                                | Polonia                                                                 | 1 – 1                                                                   | Moldavia                                                                | Qual. Euro 2024                                                         | -                                                                       | 70’                                                                     |
| 17-11-2023                                                              | Chișinău                                                                | Moldavia                                                                | 1 – 1                                                                   | Albania                                                                 | Qual. Euro 2024                                                         | -                                                                       | 46’                                                                     |
| 20-11-2023                                                              | Olomouc                                                                 | Rep. Ceca                                                               | 3 – 0                                                                   | Moldavia                                                                | Qual. Euro 2024                                                         | -                                                                       | 24’ 46’                                                                 |
| 8-6-2024                                                                | Chișinău                                                                | Moldavia                                                                | 3 – 2                                                                   | Cipro                                                                   | Amichevole                                                              | -                                                                       |                                                                         |
| 22-3-2025                                                               | Chișinău                                                                | Moldavia                                                                | 0 – 5                                                                   | Norvegia                                                                | Qual. Mondiali 2026                                                     | -                                                                       | 46’                                                                     |
| Totale                                                                  |                                                                         | Presenze                                                                | 25                                                                      |                                                                         | Reti                                                                    | 1                                                                       |                                                                         |

## Palmarès

### Club

#### Competizioni nazionali
- Campionato moldavo: 1

Petrocub Hincesti: 2023-2024
- Coppa di Moldavia: 1

Petrocub Hincesti: 2023-2024